# أحمد عبد النبي (لاعب كرة يد بحريني)
أحمد عبد النبي ميرزا علي (ولد في 1979 في البحرين) لاعب كرة يد بحريني.

## المسيرة الرياضية
بدأ مشواره في كرة اليد في فريق الأشبال في نادي القادسية وتدرج حتى الفريق الأول وبعد اندماج القادسية إلى اللعب في فريق الهلال رغم الظروف التي أحاطت بعملية فك الدمج بعد عام واحد.
ساهم في تحقيق بطولتين خليجيتين مع نادي النجمة عامي 1998 في قطر و2001 في البحرين والمركز الثالث خليجيا عام 1999 كما حقق معه المركز الثالث آسيويا ثلاث مرات بالإضافة إلى بطولة الدوري المحلي أربع مرات وبطولة الكأس أربع مرات أيضا.
وعلى صعيد المنتخبات شارك مع منتخبنا للشباب في كأس العالم في الأرجنتين العام 1999 وأحرز معه المركز الثاني في كأس آسيا للشباب العام 1995 في سورية.
خاض عبد النبي تجربة الاحتراف الخليجي من خلال أندية الريان والعربي والأهلي في قطر والخليج والنور في السعودية.
كان أحمد عبد النبي أبرز نجوم منتخب البحرين الوطني لكرة اليد الذي حقق الإنجاز التاريخي بفوره بكأس العرب لأول مرة في الأردن.
في عام 2016 تولى تدريب البحرين.